# Jigoku Shōjo
Jigoku Shōjo (地獄少女, lit. Garota do Inferno), também conhecido como Hell Girl é uma série de anime sobre uma menina, Ai Enma (閻魔 あい, Enma Ai), que concretiza pedidos de vingança feitos através do site Jigoku Tsuushin (地獄通信, correspondência do Inferno), enviando o destinatário do pedido para o inferno.
O anime foi produzido pela Aniplex/Studio Deen, e exibido no Japão por várias estações de televisão, incluindo a Animax, Tokyo MX, MBS e outras, entre 4 de outubro de 2005 e 4 de abril de 2006. Após o sucesso da primeira temporada, uma segunda série intitulada Jigoku Shōjo Futakomori (地獄少女 二籠) foi criada e exibida no Japão entre 7 de outubro de 2006 e 6 de abril de 2007. A terceira temporada, intitulada Jigoku Shōjo Mitsuganae (地獄少女 三鼎), começou a ser exibida a 4 de outubro de 2008 pela estação Tokio MX.
Além das séries de anime, uma adaptação para mangá foi publicada pela revista Nakayoshi em Outubro de 2005, elaborada por Miyuki Etō (永遠 幸, Etō Miyuki). Uma adaptação em live-action (Jdrama), dirigida por Makoto Naganuma e com um total de 12 episódios de 30 minutos, foi exibida no Japão pela Nippon TV no dia 4 de Novembro de 2006.
No Brasil, a série foi exibida no Animax em 2008, sob o título de Hell Girl.

## Elenco de vozes (somente 1ª temporada)
- Estúdio: Álamo
- Tatiane Keplmair: Ai Enma
- Dado Monteiro: Ichimoku Ren
- Denise Reis: Hone-Onna
- Marcelo Campos: Hajime Shibata
- Bianca Alencar: Tsugumi Shibata

## Personagens
Ai Enma (閻魔あい, Enma Ai)
A protagonista da série. Com longos cabelos negros e olhos vermelhos, ela é uma entidade espiritual com um passado trágico, que vive em um mundo de crepúsculo eterno com sua avó, e é a que recebe e envia uma vingança para seus clientes. Ela normalmente usa uma seifuku preta, ou um uniforme escolar (o que geralmente é usado durante os meses de Inverno), mas geralmente usa um quimono com desenhos florais, quando entrega a vingança de um cliente. Ai começou sua carreira como a Hell Girl pelo seu próprio ato de vingança sobre os aldeões que a condenaram ao sacrifício. Seus olhos ficaram vermelhos quando Sentaro (seu primo e melhor amigo que cedeu a pressão e enterrou-a viva) jogou a primeira pá de terra em sua face. Ela saiu do seu túmulo depois de um tempo, e vingou-se de toda a vila com seu ódio, reduzindo-a a cinzas. Sua tarefa de enviar almas para o inferno começou aí, uma tarefa que ela tem realizado há mais de 400 anos. Embora esta tarefa é apresentada como castigo, desconhece-se se alguma vez ela vai ser libertada do mesmo. Como ela realizou essa tarefa por tanto tempo, ela inicialmente parecia ter se tornado sem emoções, insensível, como é demonstrado pelo seu rosto inexpressivo. Wanyūdō notou que ela ainda tinha sentimentos, porém, embora ela não os tenha manifestado fortemente, foi mais tarde revelado que Ai havia sido ordenada a fechar o seu coração. As experiências que ela tem com o Shibatas reacordaram seu descontentamento com o seu terrível destino e, mais tarde, aparentemente reacordaram outras emoções, ou pelo menos a capacidade de Ai de expressá-las. Quando enfurecida, Ai demonstra a capacidade de lançar grandes explosões de energia, bem como o poder de criar ilusões e elaborar a capacidade de teletransporte. Na segunda temporada, Ai torna-se mais expressiva e mostra mais emoções, sendo mais disposta a interagir com os outros e com os seus "clientes". De fato, em uma cena, ela mostra um "V de vitória" na frente de seu alvo, como forma de escárnio e tortura antes de enviá-lo para o inferno. No outro, ela lê uma revista de moda enquanto ela e seus companheiros observam um cliente, e ela ainda mostrou preocupação por uma mãe que deu de bom grado a vida dela em troca de que sua filha não fosse enviada para o inferno. Além disso, suas emoções e lembranças são mais uma vez libertadas pelo sofrimento de Takuma Kurebayashi, semelhante à sua própria situação no passado. Isto leva a Ai a desafiar seu "empregador", que é o Senhor do Inferno, causando-lhe a ser restaurada para a vida humana - e morta logo depois, quando salva Takuma da morte. Depois de seu auto-sacrifício, o seu corpo dissolve em pétalas de cerejeira e desviam-se para o céu. Na terceira temporada, Ai retorna a série depois de sua morte presumida. No começo da temporada, ela transporta outra garota, Yuzuki, a um estranho estado de sonho e ilusão, onde a menina Ai faz o seu novo "médium". Até agora, presume-se que a ligação da Yuzuki a Ai é muito semelhante ao de Tsugumi/Ai na primeira temporada. É irônico que na realidade traduza-se o nome Ai como: Ai (amor) e Enma (o juiz do Submundo). Uma segunda tradução de Ai, porém, é cúmplice, denotando seu papel de Ai como ajudante de Enma. Como seu primeiro nome nunca é escrito em kanji, o seu significado permanece ambíguo (o nome Enma so é dado a Ai quando ela tem o passa a trabalhar no correio infernal).
Wanyuudo (輪入道, Wanyūdō)
É o primeiro dos três companheiros de Ai. Ele geralmente aparece como um homem velho cujo olhos permanecem ocultos, vestindo uma tradicional yukata com um haori de mangas longas, e um lenço vermelho ao redor do pescoço. Quando necessário, ele toma a forma de um boneco de palha preta, por enrolar o seu cachecol apertado em volta do pescoço, que Ai entrega como um laço para ser desfeitos por seus clientes. Ele frequentemente assume a forma de rodas pegando fogo na carruagem de Ai, quando esta vai reivindicar uma alma. Antes de Ai o reivindicar como seu ajudante, ele costumava caminhar por entre o mundo de eterno crepusculo. Apesar das boas maneiras  e parecendo bastante suave, frágil e fraco pela idade na maioria das vezes, possui consideráveis habilidades em artes maciais e é capaz de lançar bolas de fogo e realizando proezas de força desumana. no episódio 12 de Futakomori, é revelado que ele era o motorista de uma princesa, cuja carruagem caiu num precipício. A carruagem pegou fogo e todos a bordo foram mortos. Como resultado, ele se tornou um youkai(quando sua alma ficou presa na roda da carruagem que saiu da estrada e provocou o acidente) aterrorizando pessoas sob a forma de uma roda com sua própria chama alargada, com o rosto infuriado, até que ele conheceu Ai, que o convidou a ajudá-la na sua tarefa. Wanyūdō revelou a sua capacidade de troca de formas, podendo ele se transformar em qualquer objeto.
Ichimoku Ren (一目連, Ichimoku Ren)
O segundo dos três ajudantes de Ai. Ichimoku Ren pode projetar um olho em qualquer lugar para olhar o que acontece, ele sempre aparece com uma camisa preta um casaco branco. Se necessário ele se transforma em um boneco de palha azul. Ele e Honne-Onna sempre espionam os clientes de Ai. No episódio 17 de Futakomori, descobrimos que antes de Ai o recrutar, ele era uma espada, e depois de matar muitas pessoas e ter muitos donos, se transformou em um tsukumogami(objeto abandonado que depois de 100 anos se torna um youkai), tomando a forma humana quando Ai o puxa de uma pedra em um campo de batalha onde estava abandonado.
Honne-Onna (骨女, Honne-Onna)
A terceira ajudante de Ai. Honne-Onna tem a aparência de uma humana normal, mas ela se transforma em um esqueleto (hone, 骨 = "osso"; onna, 女 = "mulher") que assusta a vítima; ela também pode se transforma em um boneco de palha vermelha. No episódio 21 de Futakomori, é revelado que em sua vida humana ela se chamava Tsuiyu, uma prostituta vendida pelo homem que prometeu fugir e se casar com ela depois de roubar sua virtude. Tornou-se youkai quando depois de morrer na fuga do bordel(quando tentou ajudar uma amiga a fugir, foi traída por ela) almas perdidas de mulheres abandonadas se juntaram ao seu corpo moribundo e passaram a atrair homens para assusta-los transformando-se em um esqueleto. Foi recrutada por Ai logo depois de enganar mais um homem apenas interessado em sua beleza.
Yamawaro (山童, Yamawaro)
Aparece apenas na terceira temporada, é o quarto ajudante de Ai. Ele toma a aparência de um garoto normal, de cabelos escuros e olhos amarelos, podendo se transformar também em um boneco de palha amarelo; sua forma original é de uma pilha de cogumelos andante. Ele mostrou ter poder de telecinese, controlando algumas folhas, e de explosão de energia, no fim da temporada. Está quase sempre tomando conta de Kikuri, que o trata como um servo.
Kikuri (きくり, Kikuri)
Uma garotinha de cabelos curtos e olhos realmente grandes que segue Ai e seus companheiros em Jigoku Shoujo Futakomori e Mitsuganae. Apesar de ter poderes semelhantes aos outros ajudantes, ela sempre faz o que quer e não costuma obedecer ou respeitar ninguém, com exceção de Ai. Não se sabe de onde ou quando exatamente ela apareceu.
Hajime Shibata (柴田始め, Shibata Hajime)
Um jornalista independente que é contra o Jigoku Tsushin e faz de tudo para pará-lo, indo de encontro a todos que acessassem o
site e tentando convencê-los a não puxar o cordão, falhando na maioria das vezes. Em suas pesquisas, encontrou um livro escrito há muitos anos sobre a Donzela do Inferno (Enma Ai), que não havia sido publicado oficialmente, e pagou para que fosse publicado. Após a primeira temporada, se mudou com sua filha, Tsugumi, e não se tiveram mais notícias dele.
Tsugumi Shibata (柴田つぐみ, Shibata Tsugumi)
Filha de Hajime, Tsugumi tinha "visões" de todos que acessavam o site, informando o pai para encontrá-los. Tsugumi tinha 7 anos na primeira temporada, sendo muito precoce, cuidando da casa o dia inteiro enquanto o pai estava fora e sendo quase mais madura que o próprio Hajime. Aparece brevemente na segunda temporada e volta para a historia na terceira, como professora.
Yuzuki Mikage (御景ゆずき, Mikage Yuzuki)
É a personagem principal da terceira temporada. Durante os primeiros episódios, Ai de certa forma possui ela, aparecendo quando precisasse realizar uma vingança. Mesmo após Ai recuperar o próprio corpo, ela continua com uma estranha ligação com o site Jigoku Tsushin, sendo capaz de sentir quem está prestes a acessar o site. Ela era a única que reconhecia os ajudantes de Ai, não sendo afetada pelo poder deles.

## História
Há 400 anos, em uma aldeia camponesa, havia um ritual para dar boa colheita, onde uma menina de sete anos devia ser sacrificada a cada sete anos como oferenda para os Deuses. Nisso, Enma foi escolhida para o sacrifício, por ter sete anos, e também por ser considerada um "monstro" da vila, quando um menino a viu fazer voltar a vida uma borboleta que havia morrido. Mas, mesmo estando preparada para morrer, seus pais a confiam a seu primo Sentarō, que a escondesse para não ser enterrada viva.
Seis anos passam, e tendo Enma 13 anos. A aldeia passa por um período desastroso, onde a colheita não dá lucros, e desconfiados, um grupo de pessoas segue Sentarō enquanto este ia levar suprimentos para a menina, descobrindo então que ela estava viva esse tempo todo. Culpam-na pela falta de comida e a condenam, junto com seus pais, a serem enterrados vivos, como um perdão aos Deuses.
Obrigaram a Sentarō começar a enterrá-la primeiro, como forma de desculpa aos Deuses da montanha, pois ele a ajudou escapar do Ritual. Enma cria ódio de Sentarō, pois tinha confiado a sua vida a ele, e ele escolheu a aldeia em vez dela. Mesmo depois de morta, jurou almadiçoá-los, então entregou sua alma ao Senhor Do Inferno jurando fechar seu coração para qualquer sentimento.
Em troca disso, se vingaria da vila e vingaria o rancor dos outros. Se ela não cumprisse sua tarefa, a alma de seus entes queridos vagariam no Inferno para sempre. Sentarō saiu da Vila, pois aquele lugar fez com que ele a enterrasse. Quando ele estava saindo, a viu cantando a música que ele a ensinou, e colocando fogo na aldeia. De alguma forma, Sentarō ficou feliz com isso e saiu correndo. Ele foi morar no templo onde Enma estava escondida antes de morrer, e lá ele criou o Templo Das Crianças Do Sete.
A tarefa de Enma é levar 8 mil almas para o Inferno em 1000 anos, realizando as vinganças.